# José María Medina (voetballer)
José María Medina (Paysandú, 13 februari 1921 – Montevideo, 16 oktober 2005) was een profvoetballer uit Uruguay.

## Clubcarrière
Medina speelde als aanvaller clubvoetbal en kwam uit voor Montevideo Wanderers, Club Nacional en Newell's Old Boys. Hij beëindigde zijn actieve carrière in 1952 bij Montevideo Wanderers.

## Interlandcarrière
Medina speelde 17 interlands voor Uruguay in de periode 1941-1947 en scoorde 12 keer voor zijn vaderland. Hij won tweemaal de Copa América met La Celeste en groeide bij het toernooi in 1946 met zeven treffers uit tot topscorer. Vier doelpunten maakte hij in het duel tegen Bolivia.

## Erelijst
Club Nacional
- Uruguayaans landskampioen

1946
 Uruguay
- Copa América

1941, 1946